# Sergej Maingardt

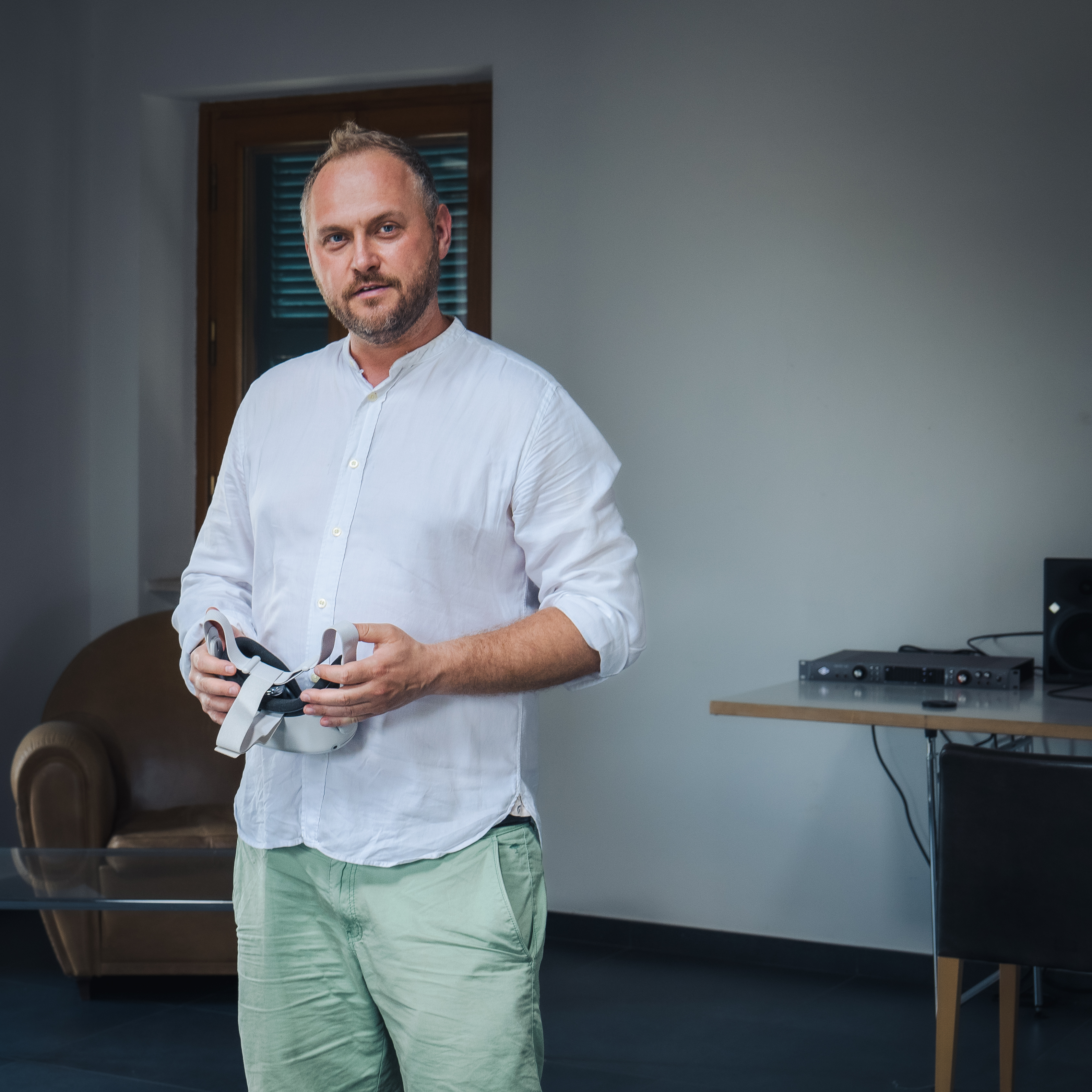
Sergej Maingardt (2022)

Sergej Maingardt (* 1981 in Petropawlowsk, Kasachstan) ist ein deutscher Komponist für zeitgenössische Musik.

## Werdegang
Maingardt studierte Elektronische Komposition bei Michael Beil an der Hochschule für Musik und Tanz Köln. Zusätzlich zu seinem Kompositionsstudium erwarb er einen Master of Arts in Medienkulturanalyse an der Heinrich-Heine-Universität Düsseldorf sowie einen Bachelor of Engineering in Medientechnik an der Hochschule Düsseldorf. In den Jahren 2014/2015 war er Stipendiat an der Internationalen Ensemble Modern Akademie.
Maingardts Stil bedient sich oft popkultureller Einflüsse, was seiner Musik eine ungeheure Direktheit verleiht. In seiner Musik rückt er gesellschaftspolitisch relevante Themen in den Fokus. Kompositionen für akustische Instrumente mit Elektronik gehören zu seiner Arbeit sowie fixed-media Kompositionen, interaktive Klanginstallationen, Kompositionen für VR-Brillen, Elektronik mit Sensoren, Videoarbeiten und Bühnenwerke. Seit dem Wintersemester 2021/2022 hat er eine Gastprofessur für transdigitale Komposition im Bereich Zeitgenössische Musik an der Hochschule für Musik und Tanz Köln. 2022 war Sergej Maingardt Stipendiat der Deutschen Akademie Rom Villa Massimo in Casa Baldi.
Seine Stücke wurden neben zahlreichen Aufführungen in Deutschland und Europa, u. a. bei den Donaueschinger Musiktagen, dem IRCAM ManiFeste, den Darmstädter Ferienkursen, dem Acht Brücken Festival, den Münchner Kammerspielen, in HELLERAU und der Gaudeamus Music Week, auch international in sehr unterschiedlichen Kontexten gespielt.

### Stipendien und Auszeichnungen
- 2012 Art Labor Klopstanga Polen Grenzenlos
- 2012 Art station Foundation
- 2014 Composition beyond music - Darmstädter Ferienkurse Peter Ablinger
- 2015 Internationale Ensemble Modern Akademie
- 2018 Stipendiat Edition Zeitgenössische Musik
- 2020 Reload Stipendium der Kulturstiftung des Bundes
- 2020 Sonderfonds der Kunststiftung NRW „Begrenzt-Entgrenzt. Zeit für eine Wende?“
- 2020 Stipendium des Landes NRW
- 2020 Theaterpreis der Stadt Köln für die Produktion „IS Deutsche Räuber im Dschihad“
- 2021 Stipendium des Musikfonds e.V.
- 2022 Stipendium Deutscher Musikrat
- 2022 Stipendium der Deutschen Akademie Rom Villa Massimo in Casa Baldi

### Kompositionsaufträge (Auswahl)
- Deutsche Oper am Rhein
- Donaueschinger Musiktage
- Acht Brücken Festival
- Wittener Tage für neue Kammermusik
- Münchner Kammerspiele
- Bundesjugend Orchester
- Staatstheater Darmstadt
- Saarländisches Staatstheater
- Staatstheater Braunschweig

## Werke
2011
- Amnesia, für Baritone Saxophone und Live-Elektronik
- Nearby, Kurzfilm
- Artefakt, Fixed Media
- fleck.schwinden, Tanzperformance

2012
- Flashback, für Schreibmaschine, Live-Elektronik und Live-Video
- flower´s silence in empty guns, für Klavier, Live-Elektronik und Sensoren
- SMOG, für 4 Spieler und elektromagnetische Spulen[15]
- Miniatur, für Kontrabass, Klavier und Drum Set (auditive score)
- Cage was a n00b, interaktive Soundinstallation für Kickertisch 4 Kanalton
- Gender Jennies Fighting Arena, Tanzperformance

2013
- Transfleisch, Musiktheater, fixed media
- Lighting, Tanzperformance
- Popcorn, Fixed Media
- Unknown Identity, für Klavier, Sax, Game Calls und Live-Elektronik
- dancing for the birds, they watching us, Tanzperformance
- Don´t wake me when I am running, interactive Soundinstallation
- Negativhorizont, fixed Media and live Video

2014
- Fashion Gang Bang, für Midi Pads, Live Electronik und Video
- It´s Britney, bitch!, für Keyboard und Live Video[16]
- Panopticon 2.0, für Ensemble und Elektronik
- bubble gum, für Viola
- declare independence, für Percussion und Live Elektronik

2015
- Paranoid Android, für Ensemble, Elektronik und Video
- Kurzschluss, für Ensemble, Live Elektronik, Video, Sensoren, elektro-magnetische Spulen und Glasplatten[17]
- Black, für großes Ensemble und Elektronik
- Out, Tanzperformance
- DATE ME, audio-visuelle Installation

2016
- #sex_drugs_rocknroll, für Video, E-Gitarre, Spiegelwände
- format:blackbox, Musiktheater für Ensemble, Elektronik, Video und zwei Schauspieler
- Kronos&Kairos, Musiktheater (Teilkomposition) für 4 Wasserlautsprecher, 32 Lautsprecher und 16 Neonlampen
- Under the skin, geplante Improvisation für Sampler und Sensoren
- Under the skin II, geplante Improvisation für Video, Klavier, Sax und Elektronik

2017
- GROUND, Tanzperformance
- Bathyscaph, für Ensemble, Stimme und Elektronik
- BLUR - ™1.6]DELTAx, fixed media
- BLUR - ™2.6]Paralyzed, für Klavier, Live Elektronik[18]
- BLUR - ™3.6]HypeReal, für Saxophon-Quartett und Elektronik
- BLUR - ™4.6]UND:ODER:NICHT, für 4 Sprecher und Elektronik
- Running, Tanzperformance
- Hero_In, für 4 E-Gitarren, Elektronik und Video[19]

2018
- About a Session, Tanzperformance
- construct-deconstruct, für Saxophone Quartett, Elektronik und Video[20]
- BLUR – Smart Factory ™5.6], für Stimme, Schauspieler und Live-Elektronik
- BLUR – Souveräne Unschärfe ™6.6], für Chor und Elektronik
- Neue Musik is dope, fixed media
- Vendetta, für Flöte, Saxophone, Klavier, Schlagwerk und Elektronik
- Move more morph it, Tanzperformance

2019
- Transfleisch (Auszug), für Ensemble, Elektronik und Video[21]
- Unstable, Tanzperformance
- Shout out, fixed media
- We are here, Tanzperformance
- IS, deutsche Räuber in Dschihad, Musiktheater
- The Entrance, Tanzperformance

2020
- RUSH, für großes Orchester, verstärktes Ensemble, E-Gitarre, Akkordeon und Elektronik
- BLINDFODED, für VR-Brille, Kopfhörer und Lautsprecher

2021
- Transfleisch, für Ensemble, Elektronik, Video und Schauspiel
- Move morph and more, Tanzperformance
- Low, fixed media für Instagram Stories

2022
- melted, für fixed media und fashion show
- Neft' : straight run (CD). Wergo WER 6437 2

2023
- 1984, Musiktheater für ein immersives Soundsystem[22]
- Songs of absence, Tanzperformance[23]

2024
- Echtzeitgefühl, für eine Performerin, Video und Elektronik[24]
- tomorrow…we…were…, Tanzperformance
- Songs of Absence feat. Witten Resonanz, für Drum Set und Elektronik[25]
- Precious camouflage, Tanzperformance[26]

### Videodokumentationen
- Talk "Sebastian Berweck, It´s Britney, bitch!" (YouTube)